# 山本匠晃
山本 匠晃（やまもと たかあき、1984年6月13日 - ）は、TBSテレビのアナウンサー。
愛知県岡崎市出身。愛知県立岡崎高等学校、横浜国立大学卒業後、2008年アナウンサーとしてTBSテレビに入社した。2008年10月から『さんまのSUPERからくりTV』において、先輩の安住紳一郎の後任として「かえうた」コーナーシリーズの司会を担当。以後、明石家さんまのアシスタントとしてスタジオにも登場するようになり、2014年9月の最終回まで出演した。2016年から年末に放送されている同番組からの派生特番『爆笑!さんまのご長寿グランプリ』においてはメインコーナー「ご長寿早押しクイズ」の地方予選司会を担当、2018年には鈴木史朗に代わり決勝大会の司会も務めるようになった。
2011年3月からは、TBS・MBSの共同制作番組『EXILE魂』にもレギュラー出演（最終回まで）。2021年12月17日には、所属部署であるアナウンスセンターからの公認の下に、後輩の山本里菜・近藤夏子・齋藤慎太郎と共同でYouTube上に公式チャンネルとTiktokアカウントを開設（詳細後述）。

## 人物
- 趣味はサーフィン、特技はサッカーのリフティング。
- 所持資格は普通自動車運転免許、普通自動二輪運転免許、漢字検定2級・英語検定2級・ニュース時事能力検定3級。
- 『中居正広の金曜日のスマイルたちへ（旧題・金曜日のスマたちへ）』の企画で2013年から社交ダンスに取り組むようになる。パートナーはものまねタレントで元社交ダンス講師で、同郷でもあるキンタロー。（大会出場時の名義は本名の田中志保）。社交ダンス未経験だったが、大会に出場するごとに才能を発揮するようになり、2014年8月8日放送分において、ついには「社交ダンス（ラテンアメリカンの部）A級」昇格を果たすまでに至った[2]。
- 2013年1月25日放送の『金スマ』では、ゴールデンボンバーを密着取材した縁から、インフルエンザでスタジオ出演できなかった樽美酒研二の代わりに白塗りメイクを施して、「女々しくて」「Dance My Generation」のパフォーマンスをメンバーと行った。
- TBSラジオの生ワイド番組では、『ザ・トップ5〜リターンズ』水曜日のパーソナリティを担当していた時期（2012年度の下半期）から、自身の名前（たかあき）にちなんで「タカキ」という略称を使用。2018年度から通年でパートナーを務めている『アフター6ジャンクション』（通称『アトロク』）シリーズでは、この略称が他の出演者やリスナーにも浸透している。

## 現在の出演番組

### テレビ
いずれも、2024年10月時点でナレーションに専念している番組。
- ひるおび
  - 番組初期の2009年3月から2014年3月まで、木曜以外の全曜日でコーナープレゼンターを担当した。
  - 2021年10月1日から、月・木曜日の午前枠でレギュラー出演を7年半振りに再開。再開後は自身の希望に沿って、両曜日とも生中継企画（2022年4月以降は「トレンドの現場」か「グルメの現場」）のリポーターを務めている。2022年10月から担当曜日を火・木曜日に変更したが、2023年3月最終週からは火曜日にのみ出演。
  - 2024年10月より、火曜分でナレーションを担当。
- Nスタ（平日版）
  - 木曜日担当：2022年7月7日 -
  - 月曜日担当：2022年10月3日 - 
    - 月曜日には担当の初日から、日比麻音子（後輩アナウンサーで、『アフター6ジャンクション』の水曜パートナー→『アフター6ジャンクション2』の第4週を除く火曜パートナー）がメインキャスターに就任。なお、番組の内容等により月・木曜日以外に山本のナレーションが流れる場合がある。
- news23（水 - 金曜日担当、2023年3月29日 - ）
  - 木曜日には『Nスタ』のナレーター、2023年9月までの金曜日には『アフター6ジャンクション』のパートナーに続いて担当。
- From TBS（ナレーター、2023年10月 - ）

### ラジオ
- 『アフター6ジャンクション』シリーズ
  - 『アフター6ジャンクション』金曜パートナー（2018年4月6日 - 2023年9月29日）
    - 他の曜日でも、パートナーが休演する際に代演することがある。2022年までは日比が担当する水曜日にも随時代演していたが、2023年4月以降は事実上不可能になった。日比が2023年4月から『アシタノカレッジ』（TBSラジオで月 - 木曜日の22:00 - 23:00に生放送）内の「アシタノChat Lounge」（23時台前半のコーナー）向けにニュースヘッドライン（3項目）のナレーションを『アフター6ジャンクション』の本番前後に収録している一方で、自身は同月から水曜日に『news23』のナレーションへ臨んでいることによる。
    - パーソナリティの宇多丸による映画評論コーナー「週間映画時評 MOVIE WATCHMEN」を休止する際に、山本独自の視点で映画を語る「山本フードムービーウォッチメン」を2021年まで不定期に編成していた。また、同コーナーで取り上げた映画に関して順位や部門賞の発表を行う「ライムスター宇多丸のシネマランキング」（原則として年内最終金曜日に実施）の中では、山本のランキングも放送内で発表する。一方でこの企画に関して、2022年は宇多丸の『バラいろダンディ』（TOKYO MX）の出演スケジュールやTBSラジオの番組編成の関係により12月28日（水曜日）に組まれた（詳細は同番組のページを参照）ことから、この日は全編にわたって本来の水曜パートナー・日比と「ダブルパートナー」として出演。なお、同番組の映画関連スピンオフイベントとして2023年2月5日・6月4日（いずれも日曜日）に新宿バルト9で開催された「アフター6ジャンクション presents アトロク映画祭2023」のトークショーにも出演するなど、公開生放送やオンライン開催を含めたイベントに随時出演。
    - 2023年8月29日（火曜日）には、本来の火曜パートナー・宇垣美里（TBSテレビ出身のフリーアナウンサー）が出演していたにもかかわらず、18時台前半のオープニングパート（交通情報・天気予報の前まで）に急遽登場。当日は、17時台後半に『ネットワークトゥデイ』（TBSラジオでは当時『荻上チキ・Session』に内包していたJRN向けの全国ニュース）を臨時で担当していた。
      - この日の『アフター6ジャンクション』では、2023年10月2日（月曜日）放送分から『アフター6ジャンクション2』と改題したうえで、放送枠を前述した『アシタノカレッジ』（同年9月28日で終了）の時間帯へ移動することがパーソナリティの宇多丸（RHYMESTER）から発表された。発表が為されたのは20時台（「BEYOND THE CULTURE」）だが、山本自身は「出演後に『BEYOND THE CULTURE』を聴いていたところ、放送時間と番組タイトルの変更を初めて知った」とのことである。
      - 8月30日（水曜日）には、自身を含む曜日パートナー全員（他のパートナーは日比、宇垣、月曜日担当の熊崎風斗、木曜日担当の宇内梨沙）が「『アフター6ジャンクション2』の開始に向けた家族会議」と称して『アフター6ジャンクション』の本番前にTBSラジオの第6スタジオへ集まっていたため、前日に続いてオープニングパートへ出演。当日のパートナーであった日比に加えて、宇垣と宇内も登場していたが、熊崎は家庭の事情を理由に出演を見合わせた。

  - 『アフター6ジャンクション2』
    - 第4週の月・火曜日[3]のパートナー（2023年10月22日 - 2024年12月24日）
      - 『アフター6ジャンクション2』は開始当初から金曜日に放送枠を設けておらず、山本については担当曜日が変わることが決定済みであった。9月18日（月曜日）からの週で『アフター6ジャンクション2』でのパートナーを発表していたが、21日（木曜日）の段階で放送される曜日のパートナーが全て確定していた。しかし、宇多丸は「全員連れて行く」という意味合いでパートナー陣全員の続投を決めており、山本に対しては第4週の月・火曜日に「二夜連続」でパートナーを担当させることで出演機会を確保した。なお、第4週の水曜日はパートナーを固定しない「マンスリーパートナー」制を採用し、レギュラー以外のTBSテレビの新旧アナウンサーから1名が出演。また木曜日は宇多丸単独での進行とすることが決まっているが、『news23』のナレーション担当後に「飛び入り」で出演することが容認されている。
      - 「ライムスター宇多丸のシネマランキング」を実施した日（2023年は12月28日、2024年は12月26日）にも、『news23』の年内の放送が放送日までに終了していたため、スペシャルパートナーとして出演。

    - 第4週を除く月曜パートナー（2025年1月 - ）
      - 2024年12月30日（月曜日）の放送をもって宇内（第4週を除く水曜パートナー、2025年3月末でTBSテレビを退職）がレギュラーパートナーを卒業することに伴い担当曜日を変更。第4週のみ担当していた時期に引き続き、月曜日には『Nスタ』のナレーションを担当した後に出演する。

### YouTube、Tiktok
- アナウンサーのゆるちゃん/たりかしCh.（2021年12月17日 - ）
  - チャンネル名の「たりかし」は、自身を含めて運営に携わる4人のアナウンサー（前述）の名前から、平仮名で最初に表記される文字を繋げたことに由来。開設当初から2022年2月までは、「たーりーかーしーチャンネル」という名称で運営していた。2023年10月31日に山本里菜がTBSテレビを退職したことにより、現在活動休止中。

## 過去の出演番組

### テレビ
- JNNイブニング・ニュース（日曜版サブ&スポーツキャスター、2008年10月 - 2009年3月）
- さんまのSUPERからくりTV（2008年10月26日 - 2014年9月7日、「からくりみんなの!かえうた」コーナー司会、2011年からはスタジオ進行アシスタントも）
- アナCAN
- JNNイブニング（TBSニュースバード・水曜日担当、2008年10月 - 2009年3月）
- 時短生活ガイドSHOW（2009年10月21日 - 2010年8月25日、不定期でコーナー担当）
- 全種類。（2010年4月 - 9月）
- お茶の水ハカセ（コーナー、司会担当）
- クイズ☆タレント名鑑（「芸能人のお宅にあるものNOT50」コーナーのリポーター）
- EXILE魂（MBSとの共同制作番組・2010年10月 - 2012年9月、2011年3月まではナレーター兼コーナー担当、4月からは進行役）
- 夢活ガールズ〜Joy of Life〜（BS-TBS・2012年1月 - 12月）
- はなまるマーケット（2013年4月 - 2014年3月、木曜進行アナウンサー）
- あさチャン!（2014年3月31日 - 遅くとも2017年3月31日）
- 中居正広の金曜日のスマイルたちへ（2013年 - 、不定期出演）
  - 前述した社交ダンスのロケ企画以外にも、レギュラー陣の1人である安住紳一郎がスタジオ収録へ出られない場合には、安住に代わって進行役を務めていた。2018年以降は出演機会が激減。
- スーパーステージ（放送期間は2010年4月 - 2018年3月（担当期間は不明）、ナレーション）
- ビビット（2018年 - 2019年9月27日）
- 王様のブランチ（2018年4月7日 - 2021年3月20日、進行）
- CDTVスペシャル 年越しプレミアライブ
  - 2013→2014（2013年12月31日 - 2014年1月1日）
  - 2014→2015（2014年12月31日 - 2015年1月1日、以上司会）
- はやドキ!（2019年4月1日 - 2021年9月28日、男性MC、2019年度は月 - 金曜日・2020年度から月 - 木曜日→月・火曜日を担当）
- JNN NEWS（2021年7月3日 - 2022年10月1日、土曜昼前枠のキャスター）
- TBS NEWS（同上、土曜日午後分のキャスター）
  - いずれも、前任者の長岡杏子（当時の先輩アナウンサー）が2021年7月の人事異動でTBSホールディングスへ出向したことに伴う担当。TBSテレビと一部の系列局では、かつて出演していた『王様のブランチ』に『JNN NEWS』の土曜昼前枠を組み込んでいる。
- JNNフラッシュニュース
  - 月曜放送分への出演を経て、2021年10月3日から2022年3月まで日曜放送分を南波雅俊との隔週交代で担当。
- S☆1
  - 2009年3月30日から2010年3月28日まで、魔裟斗・枡田絵理奈（同期入社のアナウンサー）と共に、土・日曜版の初代キャスターを務めていた。2021年10月2日から2022年3月まで、『JNNフラッシュニュース』を担当する週の日曜日に、エンディング付近で放送される「JNN NEWS」のキャスターとして再び出演。
- 報道特集（ナレーター、2022年4月30日 - 2023年3月25日）

### ラジオ
- 原田夏希 宴もたけなわではございますが（2012年4月8日 - 2013年3月31日）
- ザ・トップ5〜リターンズ水曜日（2012年10月3日 - 2013年3月27日）
- THE ARTIST BOX（2018年4月8日未明（7日深夜） - 12月30日未明（29日深夜））
- ラジオニュースデスク
- 朗読のミカタ（2022年9月26日から平日の全曜日にJRN全国ネットで放送されている事前収録の朗読番組）
  - 番組の開始から2週目（2022年10月3 - 7日放送分）に、TBSテレビの男性アナウンサーから初めて出演。『たまむすび』（TBSラジオにおける内包先の番組）の曜日パートナーごとにWikipediaで開設されていた解説ページ（いずれも収録が行われた2022年9月22日時点）をベースに、放送向けに編集された説明文を朗読した[4]。
  - 2022年11月28日 - 12月2日放送分では、この年が日本における鉄道の開業から150周年であることにちなんで、「有名路線の駅名」を朗読[5]。番組開始10週目にして、歴代の「読み手」では初めて2回目の出演を果たした。
  - 2023年3月13日・14日には、同年3月13日（日本時間）に行われる第95回アカデミー賞受賞式に合わせて「映画の興行収入」というテーマで、Box Office Mojo（映画の興行成績を集積・分析するウェブサイト）に示された同月1日分の興行収入歴代上位10作品について朗読[6]。
- TBSラジオプレス（2022年11月25日） 
  - 本来のパーソナリティである宇内梨沙[7]（後輩アナウンサー）の休暇に伴う代演。TBSラジオにおける『アフター6ジャンクション』金曜分の前枠番組で、当日は同番組でも「金曜パートナー」として通常どおり出演した。

## 同期入社
- 加藤シルビア
- 枡田絵理奈（2015年6月18日付で退社）